# Festival Internacional de Cinema de Berlim 1974
A 24ª edição anual do Festival Internacional de Cinema de Berlim foi realizado entre os dias 21 de junho a 2 de julho de 1974. O Urso de Ouro foi concedido ao filme canadense The Apprenticeship of Duddy Kravitz, dirigido por Ted Kotcheff.

## Júri
As seguintes pessoas foram anunciados como jurados do festival:
- Rodolfo Kuhn (chefe do júri)
- Margaret Hinxmann
- Pietro Bianchi
- Gérard Ducaux-Rupp
- Kurt Heinz
- Akira Iwasaki
- Arthur Knight
- Manfred Purzer
- Piet Ruivenkamp

## Filmes em competição
Os seguintes filmes competiram pelo prêmio Urso de Ouro:
| † | Vencedor do prêmio principal de melhor filme em sua seção |
| Título                                | Diretor(es)              | País                         |
| ------------------------------------- | ------------------------ | ---------------------------- |
| Ankur                                 | Shyam Benegal            | Índia                        |
| The Apprenticeship of Duddy Kravitz   | Ted Kotcheff             | Canadá                       |
| Asayake no uta                        | Kei Kumai                | Japão                        |
| Bobbys krig                           | Arnljot Berg             | Noruega                      |
| Charley One-Eye                       | Don Chaffey              | Estados Unidos · Reino Unido |
| The Concert                           | Claude Chagrin           | Reino Unido                  |
| De loteling                           | Roland Verhavert         | Bélgica                      |
| El amor del capitán Brando            | Jaime de Armiñán         | Espanha                      |
| En handfull kärlek                    | Vilgot Sjöman            | Suécia                       |
| Fontane – Effi Briest                 | Rainer Werner Fassbinder | Alemanha                     |
| Ha'Ya'ar Ha-Kasum                     | Shlomo Suriano           | Israel                       |
| Im Namen des Volkes                   | Ottokar Runze            | Alemanha                     |
| L'horloger de Saint-Paul              | Bertrand Tavernier       | França                       |
| La Patagonia rebelde                  | Héctor Olivera           | Argentina                    |
| Le Pélican                            | Gérard Blain             | França                       |
| Les Guichets du Louvre                | Michel Mitrani           | França                       |
| Little Malcolm                        | Stuart Cooper            | Reino Unido                  |
| Maa on syntinen laulu                 | Rauni Mollberg           | Finlândia                    |
| Man anam keh                          | Ali Akbar Sadeghi        | Irã                          |
| Pane e cioccolata                     | Franco Brusati           | Itália                       |
| Predstava Hamleta u selu Mrduša Donja | Krsto Papić              | Iugoslávia                   |
| Sagarana, o Duelo                     | Paulo Thiago             | Brasil                       |
| Sea Creatures                         | Robin Lehman             | Reino Unido                  |
| Tabiate bijan                         | Sohrab Shahid-Saless     | Irã                          |
| Straf                                 | Olga Madsen              | Países Baixos                |
| There Is No 13                        | William Sachs            | Estados Unidos               |
| Two                                   | Charles Trieschmann      | Estados Unidos               |
| Zeami                                 | Susumu Harada            | Japão                        |

## Prêmios
Os seguintes prêmios foram concedidos pelo júri:
- Urso de Ouro: The Apprenticeship of Duddy Kravitz de Ted Kotcheff
- Urso de Prata — Grande Prêmio do Juri: L'horloger de Saint-Paul de Bertrand Tavernier
- Urso de Prata
  - Pane e cioccolata de Franco Brusati
  - Tabiate bijan de Sohrab Shahid-Saless
  - Little Malcolm de Stuart Cooper
  - Im Namen des Volkes de Ottokar Runze
  - La Patagonia rebelde de Héctor Olivera
- Prêmio FIPRESCI
  - Tabiate bijan de Sohrab Shahid-Saless